# Povodí Labe

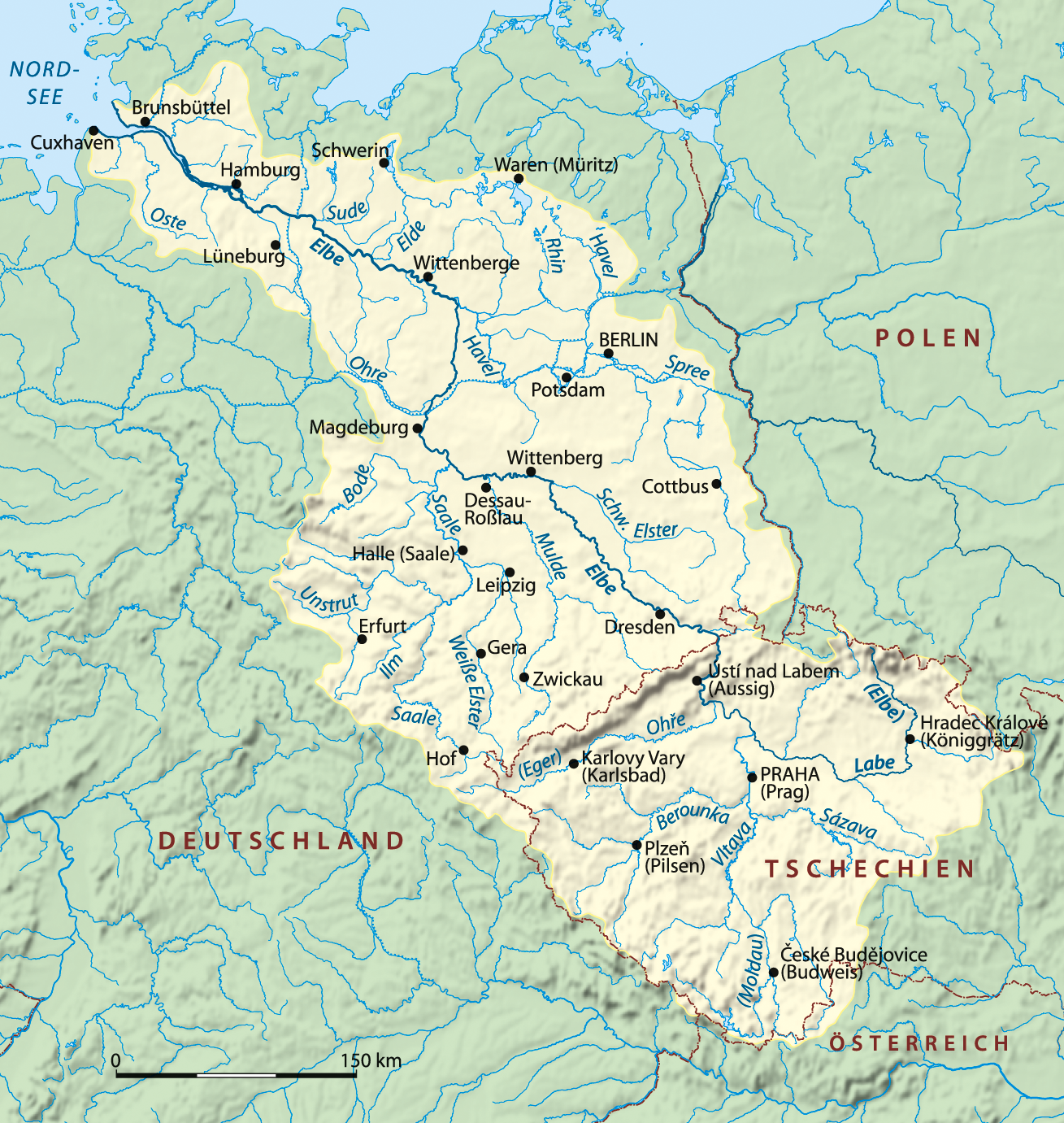
Povodí Labe na mapě střední Evropy

Povodí Labe je povodí řeky 1. řádu a je součástí úmoří Severního moře. Tvoří je oblast, ze které do řeky Labe přitéká voda buď přímo nebo prostřednictvím jejich přítoků. Jeho hranici tvoří rozvodí se sousedními povodími. Na jihu je to povodí Dunaje, na západě povodí Rýna a Povodí Vezery a na východě povodí Odry. Na severu jsou to pak povodí menších přítoků Baltského a Severního moře. Nejvyšším bodem povodí je s nadmořskou výškou 1603 m Sněžka v Krkonoších. Rozloha povodí je 144 055 km², z čehož 49 933 km² je na území Česka, 97 175 km² na území Německa, 239,3 km² na území Polska a 920,7 km² na území Rakouska.

## Správa povodí
Na území Česka se správou povodí zabývají státní podniky Povodí Labe, Povodí Ohře a Povodí Vltavy.
Na území Polska se správou povodí Labe zabývá regionální úřad vodního hospodářství pro povodí střední Odry se sídlem ve Vratislavi.

## Dílčí povodí
| povodí                   | rozloha km² | nejvyšší bod  | nadm.výška m | odtékající řeka | průtok v ústí m³/s |
| ------------------------ | ----------- | ------------- | ------------ | --------------- | ------------------ |
| Povodí Vltavy            | 28 090,0    | Plechý        | 1378,0       | Vltava          | 151,0              |
| Povodí Sály              | 24 079,1    | Brocken       | 1141,0       | Sála            | 117,0              |
| Povodí Havoly            | 23 858,0    | Hrazený       | 608,1        | Havola          | 108,0              |
| Povodí Muldy             | 7400,3      | Klínovec      | 1244,0       | Mulda           | 67,0               |
| Povodí Černého Halštrova | 5704,9      | Hochstein     | 448,9        | Černý Halštrov  | 25,3               |
| Povodí Ohře              | 5613,7      | Klínovec      | 1244,0       | Ohře            | 37,9               |
| Povodí Elde              | 2989,7      | Ruhner Berg   | 176,8        | Elde            | 11,0               |
| Povodí Ilmenau           | 2852,0      | Wilseder Berg | 169,2        | Ilmenau         | 17,7               |
| Povodí Sude              | 2253,4      | Steinberg     | 71,0         | Sude            | 14,0               |
| Povodí Jizery            | 2193,4      | Kotel         | 1435,0       | Jizera          | 24,3               |
| Povodí Orlice            | 2036,9      | Velká Deštná  | 1115,8       | Orlice          | 21,8               |
| Povodí Ohre              | 1747,0      | Wellenberg    | 124,0        | Ohre            | 4,2                |
| Povodí Ploučnice         | 1194,0      | Ještěd        | 1012,0       | Ploučnice       | 8,6                |
| Povodí Cidliny           | 1167,0      | Tábor         | 678,0        | Cidlina         | 4,9                |
| Povodí Bíliny            | 1082,5      | Loučná        | 956,0        | Bílina          | 6,5                |
| Povodí Chrudimky         | 866,2       | Šindelný vrch | 805,7        | Chrudimka       | 6,0                |
| Povodí Loučné            | 724,2       | Poličský vrch | 672,0        | Loučná          | 4,4                |
| Povodí Mrliny            | 642,6       | Veliš         | 429,0        | Mrlina          | 1,6                |
| Povodí Metuje            | 607,6       | Čáp           | 786,0        | Metuje          | 5,7                |
| Povodí Doubravy          | 592,4       | Kamenný vrch  | 802,5        | Doubrava        | 4,5                |
| Povodí Výrovky           | 544,5       | Březina       | 554,8        | Výrovka         | 1,94               |
| Povodí Úpy               | 513,1       | Sněžka        | 1603,3       | Úpa             | 7,0                |
| Povodí Klejnárky         | 350,1       | Třebětín      | 559,0        | Klejnárka       | 1,32               |
| Povodí Vlkavy            | 234,9       | U doubku      | 367,0        | Vlkava          | 0,61               |
| Povodí Kamenice          | 217,2       | Jedlová       | 775,5        | Kamenice        | 2,65               |